# チェルシー・ウィンスタンリー
チェルシー・ウィンスタンリー（英: Chelsea Winstanley、1976年 - ）はニュージーランド生まれの映画プロデューサー。夫タイカ・ワイティティが監督した『シェアハウス・ウィズ・ヴァンパイア』（2014年）、『ジョジョ・ラビット』（2019年）の製作を手掛けたことで知られ、後者で第92回アカデミー賞・作品賞にノミネートされた。

## キャリア
ウィンスタンリーの母方のルーツはマオリ族のンガティ・ランギヌイとンガイ・テ・ランギにある。監督として短編映画 "Meathead"、"Night Shift" などを手掛けた。2014年にはタイカ・ワイティティとジェマイン・クレメントの『シェアハウス・ウィズ・ヴァンパイア』で製作を務めた。メラタ・ミタと共にマオリ・コミュニティでの暴力を取り上げたドキュメンタリー映画 "Te Whakarauora Tangata"（英題："Saving Grace"）の製作を務めたほか、自身でドキュメンタリー作品の監督も行った。
2014年にはSPADAスクリーン・インダストリー賞 (SPADA Screen Industry Awards) で、夫タイカ・ワイティティと共に「今年の独立製作者」(Independent Producer of the Year) に選ばれた。2015年6月に開かれたワイロア・マオリ映画祭で、ウィンスタンリーは "The Women in Film & Television's NZ Mana Wahine" に選ばれた。

## 私生活
ウィンスタンリーは20歳で息子マイア (Maia) を出産し、シングルマザーとして養育してきた。
現在の夫でニュージーランド出身の監督タイカ・ワイティティとの出会いは、ウィンスタンリーが20代の頃まで遡るが、彼女はマオリのアーティストを取り上げるテレビドキュメンタリーで、ワイティティにインタビューしていた。ふたりは2010年にワイティティが手掛けた映画『ボーイ』（原題）の製作時に再会し、2年後に結婚した。夫妻の間には、2012年5月に長女、2015年に次女が生まれている。ワイティティとは2018年に離婚。